# 田村尚之
田村 尚之（たむら なおゆき、1964年6月24日 - ）は、日本のプロゴルファー。長女は中国放送アナウンサーの田村友里。

## 人物
広島県廿日市市出身。身長172センチ、体重65キロ。株式会社ダイクレ所属。

## 経歴
3歳からゴルフを始め、中学時代に関西ジュニア優勝。しかし、修道中学校・修道高等学校と進学校に進んだため勉学を優先した。東京理科大学工学部経営工学科時代は競技には出場せず、大学卒業後は地元大手自動車メーカーのマツダに就職。競技ゴルフの再開は社会人3年目だった。広島県アマチュア選手権で優勝し、それが地元新聞に報じられ名前が載ったことで上司が理解を示し、また周囲の勧めもあって有休を利用して1990年から日本アマチュア選手権に出場するなどトップアマとして活躍、同大会には17年連続出場中。
2001年家庭の都合でマツダを退職。親族が経営する鉄鋼関係の会社に移りサラリーマンを続ける。平日は仕事終了後、トレーニングジムに通い週末にラウンド。2000年の中国アマゴルフでは谷原秀人の四連覇を阻止。日本ミッドアマチュアゴルフ選手権で唯一の二連覇（2002年、2003年）。2005年、2006年日本アマチュア選手権二年連続ベスト4で、日本協会ナショナルチーム（日本代表）メンバーに選ばれ、2006年ドーハアジア競技大会出場（主将）、男子団体4位。またプロのツアー競技でも時折上位進出を果たし、1994年日本オープンローアマなど数々のタイトルを獲得する"中年の星"。
石川遼の出場で注目された2007年7月日本アマチュア選手権では、若手選手を次々破り初の決勝に進出。マッチプレーが復活した2000年以降では最年長43歳での進出。しかし準々決勝、準決勝を1日で40ホール、さらに翌日の決勝も史上最多の41ホール（従来の記録は1929年、38ホール）、5日間154ホールを戦い、最後は力尽き準優勝に終わった。
これまでプロテストを受験したこともなく、コーチに師事したこともない。
日本ゴルフ協会のナショナルチームメンバー。
呉カントリークラブ所属時の2013年8月30日、プロテストに合格しプロゴルファーとなる。
2014年に取引先である株式会社ダイクレとスポンサー契約を締結。
2016年の富士フイルムシニアチャンピオンシップでツアー初優勝を果たした。